# الرومانية الكاثوليكية في سويسرا

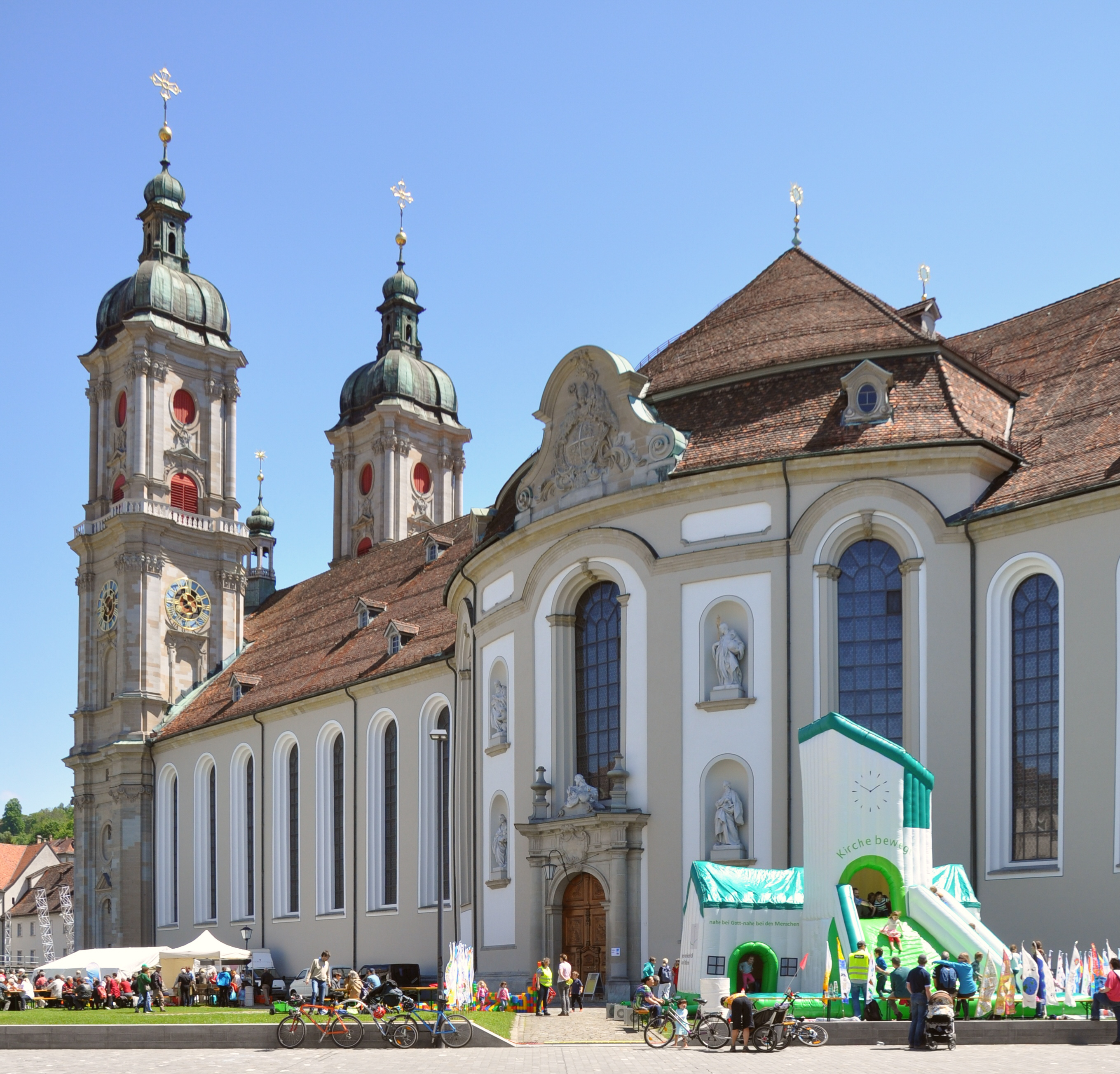
كاتدرائية سانت غالن.

الكنيسة الكاثوليكية السويسريَّة هي جزء من الكنيسة الكاثوليكية العالمية في ظل القيادة الروحية للبابا في روما ومجلس الأساقفة السويسري. اعتبارا من احصاء عام 2010 حوالي 38.8% من سكان سويسرا من الكاثوليك. يتوزع الكاثوليك في البلاد على ستة أبرشيات. كان وضع الكاثوليكية في سويسرا أكثر تعقيدًا بسبب وجود لانديسكيرشن، والتي فرضتها حكومات الكانتونات المعادية للإكليروس الكاثوليكي في القرن التاسع عشر، حيث حاولت تنظيم البلاد على أسس ديمقراطية، وتم مراقبة تطبيق الأموال التي تم جمعها من خلال الضرائب الكنسيَّة. ومنذ عقد 1980 تخطت أعداد الكاثوليك أعداد البروتستانت بفضل الهجرات المتعاقبة للإسبان والإيطاليين والبرتغاليين منذ الخمسينات من القرن العشرين. تقليدياً تُعد كل من وسط سويسرا وكانتون فاليز وكانتون تيسينو وكانتون أبينزيل إينرهودن وكانتون جورا وكانتون فريبورغ وكانتون سولوتورن وكانتون ريف بازل وكانتون سانت غالن من المناطق الكاثوليكيَّة.
وفقًا لدراسة نشرها مركز بيو للأبحاث عام 2017 تحت عنوان خمسة عقود بعد الإصلاح تبين أنَّ 11% من الكاثوليك السويسريين قال أن للدين أهميَّة كبيرة في حياتهم، وقال 8% من الكاثوليك السويسريين أنه يُداوم على الصلاة يوميًا، وقال 15% من الكاثوليك السويسريين أنه يتردد على حضور القداس في الكنيسة على الأقل مرة في الأسبوع. ووجدت الدراسة أنه على الرغم من تاريخ الصراع والانقسام الكاثوليكي والبروتستانتي؛ قال حوالي 96% من الكاثوليك السويسريين أنهم مستعدين لتقبل البروتستانت كأفراد داخل عائلتهم، وقال 95% من الكاثوليك السويسريين أنهم يعرفون أفراد من البروتستانت. وقد أشارت بيانات حديثة صدرت عن المكتب الفدرالي للإحصاء في 31 يناير من عام 2018 إلى أنَّ أتباع المذهب الكاثوليكي يُعتبرون الأكثر التزاماً مقارنة ببقية المتديّنين، حيث يشارك 26% منهم في الطقوس والشعائر الدينية من 6 إلى 12 مرّة في السنة.